# مجستیک اتلتیک
مجستیک اتلتیک (انگلیسی: Majestic Athletic) شرکت تجهیزات ورزشی آمریکایی است، که در سال ۱۹۷۶ توسط فاوست کاپویانکو تأسیس شد و هم‌اکنون زیرمجموعه‌ای از شرکت فاناتیکس است.